# はなればなれに (2012年の映画)
『はなればなれに』(英語タイトル「KURO』)は、2012年製作。下手大輔監督の長編日本映画第１作。一般公開時のキャッチコピーは「旅館でバカンス」。2014年4月26日公開（渋谷ユーロスペース他）。

## キャスト
- クロ：城戸愛莉
- 英斗：斉藤悠
- 豪：中泉英雄
- ナナ：松本若菜
- レイ：NorA
- モモ：我妻三輪子
- キザシ：梶原ひかり
- サラリーマン／DJ：境浩一朗

## あらすじ
パン職人を夢見て、パン屋のレジ番をしていた少女クロは、ある日、店主と喧嘩をして店を飛び出す。同じように行き場をなくしたカメラマンの英斗、舞台演出家の豪と偶然の出会いをきっかけに、3人は海辺の閉鎖された旅館で1週間をすごす。

## スタッフ
- 監督／脚本：下手大輔
- エグゼクティブ・プロデューサー：須藤多恵子
- プロデューサー：大日方教史
- 撮影：灰原隆裕
- 録音：與語哲士
- 編集：長江悠介

## 書籍
- 『はなればなれに』原案:下手大輔、ノベライズ:相田冬二（ブイツーソリューション） ISBN 978-4434191800

## 映画祭
- 第25回東京国際映画祭 日本映画・ある視点部門
- 第8回大阪アジアン映画祭　 特集「日本映画人のニュー・フロンティア」
- 第15回台北映画祭（台北電影節/Taipei Film Festival）International New Talent Competition部門（台湾）
- イーストエンド映画祭　Best Feature Competition部門（イギリス・ロンドン）
- メキシコ国際映画祭/Mexico International Film Festival（Feature Film Competition部門）（メキシコ）※Bronze Palm Award受賞
- 第29回ハイファ国際映画祭（イスラエル）
- 第5回ペタルーマ国際映画祭/Petaluma International Film Festival（アメリカ・カリフォルニア）
- 9th Festival of New Japanese Film（ドイツ）
- 第29回ワルシャワ国際映画祭 Competition 1-2部門（ポーランド）
- 第51回ヒホン国際映画祭 Rellume部門（スペイン）
- 第8回福井映画祭 長編部門　※審査員特別賞受賞
- 第15回ハンブルク日本映画祭（ドイツ）